# Froschhausen (Murnau am Staffelsee)

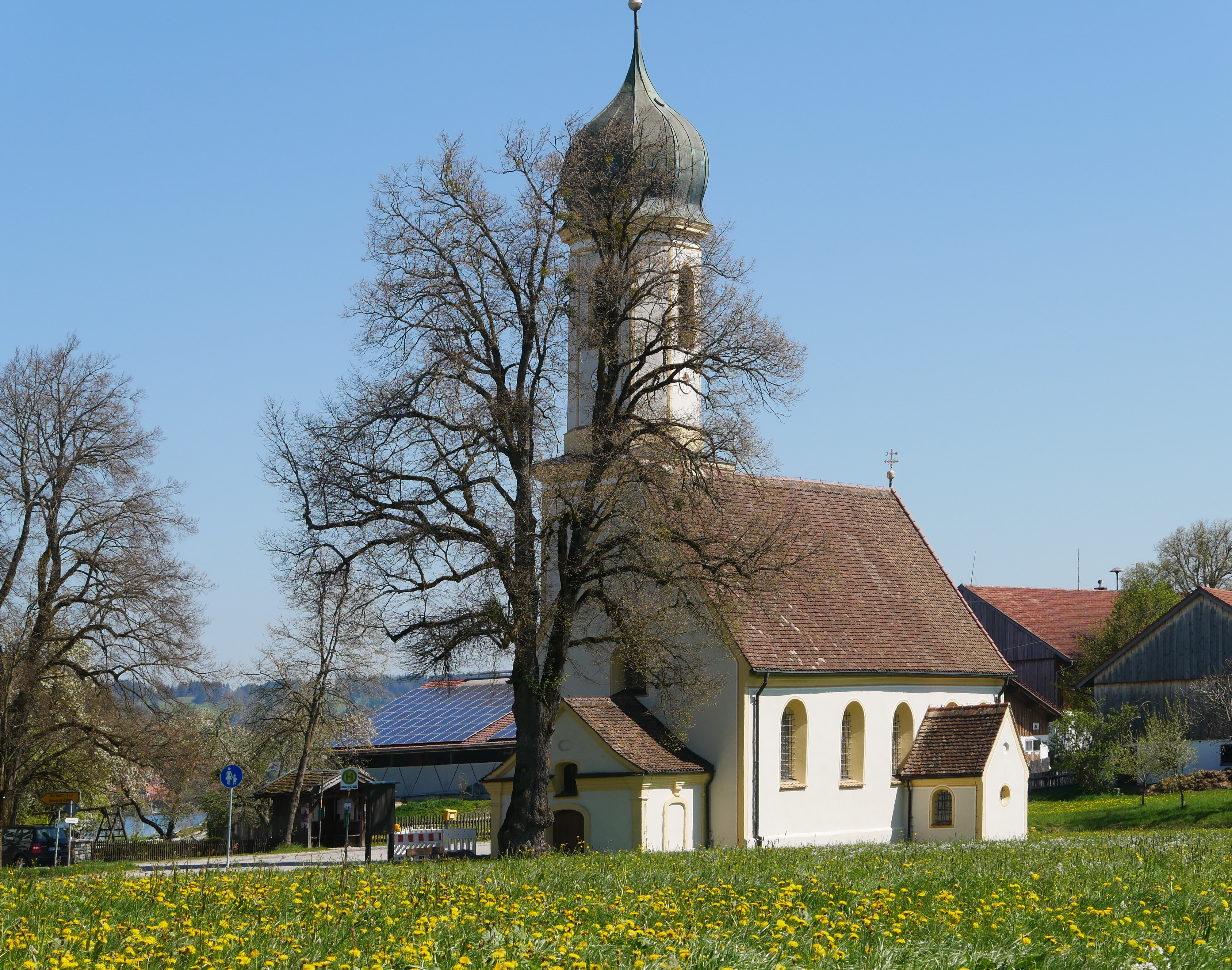
St. Leonhard, Ortsdurchfahrt und Bushaltestelle, Blick von Westen

Froschhausen ist ein Gemeindeteil des Marktes Murnau am Staffelsee im oberbayerischen Landkreis Garmisch-Partenkirchen. Froschhausen liegt in der Gemarkung Weindorf.

## Geografie
Das Kirchdorf liegt im Bayerischen Oberland etwa 70 km südlich von München am Südufer des Riegsees. Südlich erstreckt sich das Naturschutzgebiet Froschhauser See.

## Geschichte
Die kath. Wallfahrtskirche St. Leonhard wurde um 1670 im spätgotischen Stil erbaut und besaß ursprünglich einen eigenen Gottesacker. Sie ist als Baudenkmal geschützt und überbaut einen spätmittelalterlichen Vorgängerbau, dessen untertägige Reste als Bodendenkmal geschützt sind.:12
Die Bayerische Uraufnahme zeigt Froschhausen in den 1810er Jahren als einen Weiler mit neun Herdstellen nördlich der Kapelle.
Am 1. Juli 1974 wurde mit der Gebietsreform in Bayern die bis dahin selbstständige Gemeinde Weindorf mit ihren Gemeindeteilen, darunter Froschhausen, nach Murnau am Staffelsee eingegliedert.